# 아울시스템즈
(주)아울시스템즈(OWL Systems, Inc.)는 대한민국의 데이터베이스 보안 전문 기업이다. DB 암호화, 인증 보안, 패스워드 관리, 통합 민원 관리 시스템 등의 솔루션 및 서비스를 국방, 공공, 기업 등의 500여개 사의 고객에 제공하고 있다. 
대표 제품으로는 DB 암호화 솔루션인 PrivacyDB, 암호화 키관리통합솔루션인 PrivacyKMS, 국가정보원 검증필 암호모듈(KCMVP, Korea Cryptographic Module Validation Program)인 OWLCrypto 등이 있다.
서울특별시 문래동에 본사와 기업 부설 정보보호연구소인 문래동연구소가 위치해 있다.

## 역사
아울시스템즈는 2009년 3월 Database Debugging Tool인 OWL-statrow 개발을 시작으로, 같은 해 6월 Database Conversion Management Tool인 OWL-iMex 개발, 같은 해 9월 DB Develop Core Engine인 OWL-X를 개발하며 법인 설립하였다.
2011년 3월 기업부설 정보보호연구소 문래동연구소를 설립하였다.
2013년 5월 PrivacyDB 제품이 GS인증을 획득했다. 같은해 5월 벤처기업 인증을 받았다.
2013년 암호화 관련 특허 3건을 출원 및 등록 완료하였다.
2014년 6월 중소기업청 이노비즈 인증을 받았다.
2017년 6월 (주)스펙트라 사의 eNomiX VOC 사업부문을 인수, 사업 스펙트럼을 확장하였다.
2019년 2월 PrivacyDB 제품이 국내최초 CC인증을 획득했다.
2021년 3월 에이스하이테크시티 1동 701호에서 809, 810호로 확장 이전하였으며, 이듬해인 2022년 7월 814호로 기업부설 정보보호연구소 문래동연구소를 이전하였다.
2021년 10월 개방형 클라우드 플랫폼 파스-타(PaaS-TA) 전문기업으로 등록되었으며, 클라우드 사업으로 진출하였다.
2023년 1월 PrivacyDB V2.1이 CC인증을 획득하였다. 같은 해 프로그램저작물로 등록되었으며, GS인증 또한 획득하였다.
2023년 9월 같은 건물 813호에 OWL Business Center인 아울:터를 개관하였다.
2023년 12월 OWLCrypto 제품이 KCMVP 인증을 획득하였다.
2023년 기준 연 매출액 100억을 초과하였다.
2024년 4월 PrivacyKMS 제품이 GS인증 1등급을 획득하고, 같은 해 5월 디지털 이노베이션 대상에 선정되었다.
2024년 7월 2024 대한민국 산업대상을 수상하였다.
2024년 8월 구간 암호화 솔루션 OWLink를 출시하였다.
2024년 8월 제품 관련 특허(특허번호 제10-2694517호)가 1건 추가로 등록되었다.
2024년 11월 같은 건물 811호를 추가 계약하여 '기술지원팀', '컨설팅팀'을 이전하였다.
2025년 5월 PrivacyDB V3.0이 CC인증을 획득하였다.

## 제품 및 서비스
DB 암호화 솔루션 : PrivacyDB
PrivacyDB는 API와 Plug-in 방식을 혼용한 Hybrid 방식의 DB암호화 솔루션이다. 데이터베이스(DB)의 중요 데이터를 암호화하여 보호함으로써 정보 유출 시에도 데이터 기밀성을 보장하며 국산 DB암호화 업계 최초 국내 ·외 법규 준수와 고성능 보안 조치를 동시에 만족시키는 DB암호화 1세대 전문 기업의 제품이다.
암호화 키 관리 시스템 : PrivacyKMS
PrivacyKMS는 암호화 키의 전체 라이프 사이클을 관리하는 키 관리 시스템(Key Management Systems)이다. 안전하게 암호화 키를 생성·저장·보관하며 키 사용시 저장된 키를 암호화하여 업무 서버에 제공하는 Appliance 서버 일체형 키 격리 보관 전용 장비이다.
국가정보원 검증필 암호모듈 (KCMVP, Korea Cryptographic Module Validation Program) : OWLCrypto
OWLCrypto는 보안수준 1등급에 해당하는 국가정보원 검증필 암호모듈(KCMVP, Korea Cryptographic Module Validation Program)으로 데이터 보안을 위한 자체 개발 검증필 암호모듈 라이브러리이다.

## 참고 문헌
1. ↑  “아울시스템즈, 국가보안기술연구소 주최 WISC 참가”. 2022년 9월 6일.
2. ↑  “아울시스템즈, DB암호화 솔루션 PrivacyDB V2.1 CC인증 획득”. 2023년 1월 12일.
3. ↑  “아울시스템즈, ISEC 2023에서 암호화 키관리통합솔루션과 생체인증 솔루션 소개”. 2023년 9월 21일.
4. ↑  “아울시스템즈 ‘OWLCrypto V1.0’, 암호모듈 KCMVP 인증 획득”. 2023년 12월 26일.